# Paulo Sérgio Machado
Dom Paulo Sérgio Machado (Patrocínio, 22 de novembro de 1945 – Patrocínio, 18 de outubro de 2024) foi um sacerdote católico brasileiro e bispo emérito da Diocese de São Carlos.

## Biografia
Dom Paulo Sérgio Machado e seu irmão gêmeo Padre Sérgio Paulo Machado nasceram aos 22 de novembro de 1945 em Patrocínio, Minas Gerais. São filhos de João Olímpio Machado e de Maria Rabelo.
Dom Paulo realizou seus primeiros estudos no então Grupo Escolar Osório de Morais, em Coromandel. Em 1957, ingressou no Seminário São José, em Uberaba, onde cursou o primeiro e segundo graus.
Em 1964, seguiu para Guaxupé, Minas Gerais, onde fez o curso de filosofia, na Faculdade de Filosofia, Ciências e Letras de Guaxupé. Em 1967, transferiu-se para Belo Horizonte, onde fez o curso de teologia, matriculando-se no Instituto Central de Filosofia e Teologia da Universidade Católica de Minas Gerais.
Recebeu o diaconato em Guimarânia, Minas Gerais, sendo oficiante o senhor Bispo Diocesano, dom Jorge Scarso.
Foi ordenado presbítero por dom José de Almeida Batista Pereira, Bispo de Guaxupé, aos 8 de abril de 1972, em Coromandel.

## Presbiterato e episcopado
Além das funções pastorais, desempenhou, também, várias atividades no magistério como professor de latim na Faculdade de Filosofia, Ciências e Letras de Patrocínio; professor de Teologia Pastoral no Seminário Maior de Uberlândia; professor de Teologia Fundamental no Seminário Maior Maria Imaculada em Araxá; Secretário da Educação da Prefeitura Municipal de Coromandel.
Especialização em Teologia Pastoral na Pontifícia Universidade Gregoriana em Roma, Itália. Foi nomeado como segundo bispo da Diocese de Ituiutaba no dia 26 de julho de 1989. Escolheu o lema do seu episcopado: “OPVS SOLIDARIETATIS PAX” (A Paz é fruto da Solidariedade). Sua sagração episcopal se deu em 24 de setembro de 1989, pelas mãos do então núncio apostólico Dom Carlo Furno (mais tarde criado cardeal por São João Paulo II e sucessivamente nomeado Grão-Mestre da Ordem do Santo Sepulcro).  Em 22 de novembro de 2006, foi eleito pelo Papa Bento XVI o sexto bispo da Diocese de São Carlos, São Paulo.

## Ministério pastoral em São Carlos
Dom Paulo Sérgio criou o INFISTA - Instituto de Filosofia Santo Tomás de Aquino em São Carlos no ano de 2008, para a etapa da formação filosófica; reformou o Seminário Maior, inaugurado pelo Núncio Apostólico Dom Lorenzo Baldisseri em 2008, intitulado "Seminário Maior João Paulo II"; criou o Seminário Menor Santo Cura d'Ars em Araraquara no ano de 2008, para a formação dos seminaristas menores que cursam o colegial; criou mais paróquias onde há necessidade de assistência ao seu rebanho. Implantou a Cáritas Diocesana e deu nova configuração pastoral na Diocese, criando 10 regiões pastorais, favorecendo assim a aproximação dos padres e sua participação nas reuniões. Enviou quatro padres a Roma para curso de especialização. Preparou, no prédio da Cúria, as instalações do futuro Tribunal Eclesiástico Diocesano.

## Embriaguez e Renúncia
Após ser abordado pela Polícia Militar dirigindo embriagado pela segunda vez renunciou ao cargo. O papa Francisco acolheu no dia 16 de dezembro de 2015 o pedido de renúncia apresentado por dom Paulo Sérgio Machado, de acordo com o cânon 401, parágrafo 2º, do Código de Direito Canônico. 